# Berlijns voetbalkampioenschap 1891/92 (DFuCB)
In 1891/92 werd het eerste Berlijns voetbalkampioenschap gespeeld, dat georganiseerd werd door de Duitse voetbal- en cricketbond (DFuCB). Het was de tweede competitie die gespeeld werd in het Duitse Keizerrijk na het eenmalige kampioenschap van de Bund Deutscher Fußballspieler (BDF). De DFuCB werd in mei 1891 opgericht als alternatief voor de BDF. Acht clubs traden aan in de hoogste divise, waarvan niet meer alle standen bekend zijn. English FC 1890 Berlin werd de eerste kampioen. Er was nog geen verdere eindronde voor de Duitse landstitel.

## Eindstand
| Plaats | Club                 | Wed. | Ptn |
| ------ | -------------------- | ---- | --- |
| 1.     | The English FC 1890  | 14   | 24  |
| 2.     | BTuFC Viktoria 1889  | 14   | 20  |
| 3.     | BTuFC Alemannia 1890 | 14   |     |
| 4.     | BFC Germania 1888    | 14   |     |
| 5.     | BFC Stern 1889       | 14   |     |
| 6.     | BFC Concordia 1890   | 14   |     |
| 7.     | BFC Vorwärts 1890    | 14   |     |
| 8.     | BFC Frankfurt 1885   | 14   |     |

|  | Kampioen |